# 營地街市
營地街市，全稱營地街市市政綜合大樓（葡萄牙語：Complexo Municipal do Mercado de S. Domingos），清朝道光年間起原在靠近澳門板樟堂街一側，有不少攤檔擺賣形成市集，《香山縣誌》記載：「營地，在澳東南隅，與會館相接，舊屯營所，就其地市焉。築亭於四隅，後燬於火。」最初分為南、北兩個露天街市；1901年在附近闢建市場。
1949年10月12日，澳門市政廳就地興建兩層高灰色之的街市建築，地址在鄰近新馬路之公局新市南街與米糙巷之間，命名為「議事公局市場」，在1950年1月31日正午由時任澳督柯維納主持剪綵儀式，上層為鮮魚欄下層為蔬果欄。當時成為六大澳門街市中最大的，故有稱為中央街市，該街市營運至1995年7月30日關閉。

## 早期歷史
營地街市是澳門最早的街市，於1788年前主要集中在營地街、關前街、草堆街一帶，有很多擺賣攤販，是澳門早期的集市式街市。1788年發生黑奴醉酒事件引發中葡居民衝突，當時的香山縣丞欲調停未果，要兩廣總督出兵始令葡人屈服，並將市集遷移到當時城外的沙梨頭，葡人投訴黑奴不便到市集購物，後來香山縣丞同意將市集遷回營地街，並規定早開市，晚關市，當年的議事會同意出資工銀五千兩，建墟亭式的營地街市，讓商販可在墟亭內賣貨。
營地街市曾經被火燬多次，分別在十九世紀時期因市是屬於華洋人共用的，故火燬後議事會都出資重建。營地街市的管治權一直屬清朝官員；直至1846年，亞馬留就任澳門總督實施殖民統治後，街市管治權才落入葡萄牙人手上。19世紀晚期，葡屬澳門為關注城市發展、街市的衛生情況，提出了十二項發展建議的『城市總規劃』，包括開闢馬路，此時的營地街市在市中心難以整治，議事公局在1901年應時任澳督要求，以官價購地建街市。街市於1903年由建築師卡蘇索設計興建，兩年後即1905年建成，增加了一個擺賣亭，共兩個擺賣亭，每個亭有四十八個檔攤。1948年，營地街市再度重建，並命名為“中央街市”，於1950年6月10日建成由時任澳門總督柯維納主持開幕禮。

## 重建工程

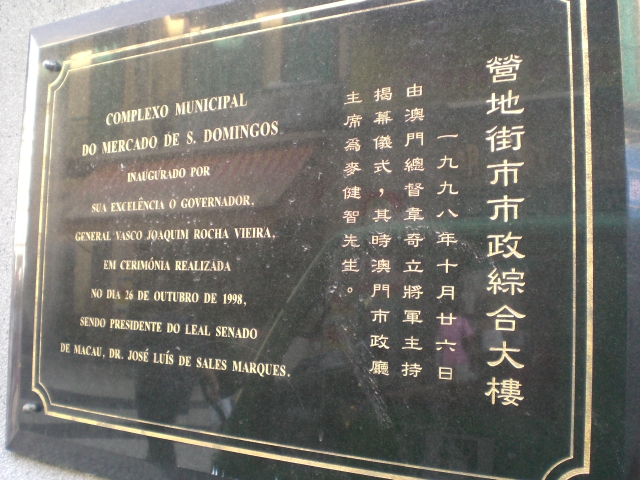
紀念碑

1995年8月，營地街市因重建要關閉，在重建期間，當局在康公廟前地設置了一座臨時街市，安置部分因營地街市重建受影響的攤販，直到1998年10月為止。
1996年開始，澳門市政廳把舊樓拆卸並重建工程，1998年10月完工後成為一座連地下共七層的綜合性街市。新樓高24公尺，建築面積12,196.8平方公尺。地下為停車場與魚檔，一、二、三樓為小販攤檔，街市內有260多個攤販；三樓一側為熟食中心，四樓闢為社區活動中心，街市外圍有86個小販攤檔，售賣廉價衣飾或出口衣服為主。街市中間配有扶手電梯、兩部貨用升降梯與一部客用升降梯、提供免費電子公秤。成為現稱之營地街市市政綜合大樓。
重建當年對外號稱「東南亞最現代化的街市」，惟亦有論者批評為大白象工程。而1995年，澳門有42個文化團體曾致函澳門市政廳，將頂層建成中區文化藝術中心，可供文藝表演或排練之用，但建議並未作考慮之用，而頂樓亦一直因沒有經費而未能裝修並荒廢。

## 街市現狀與問題

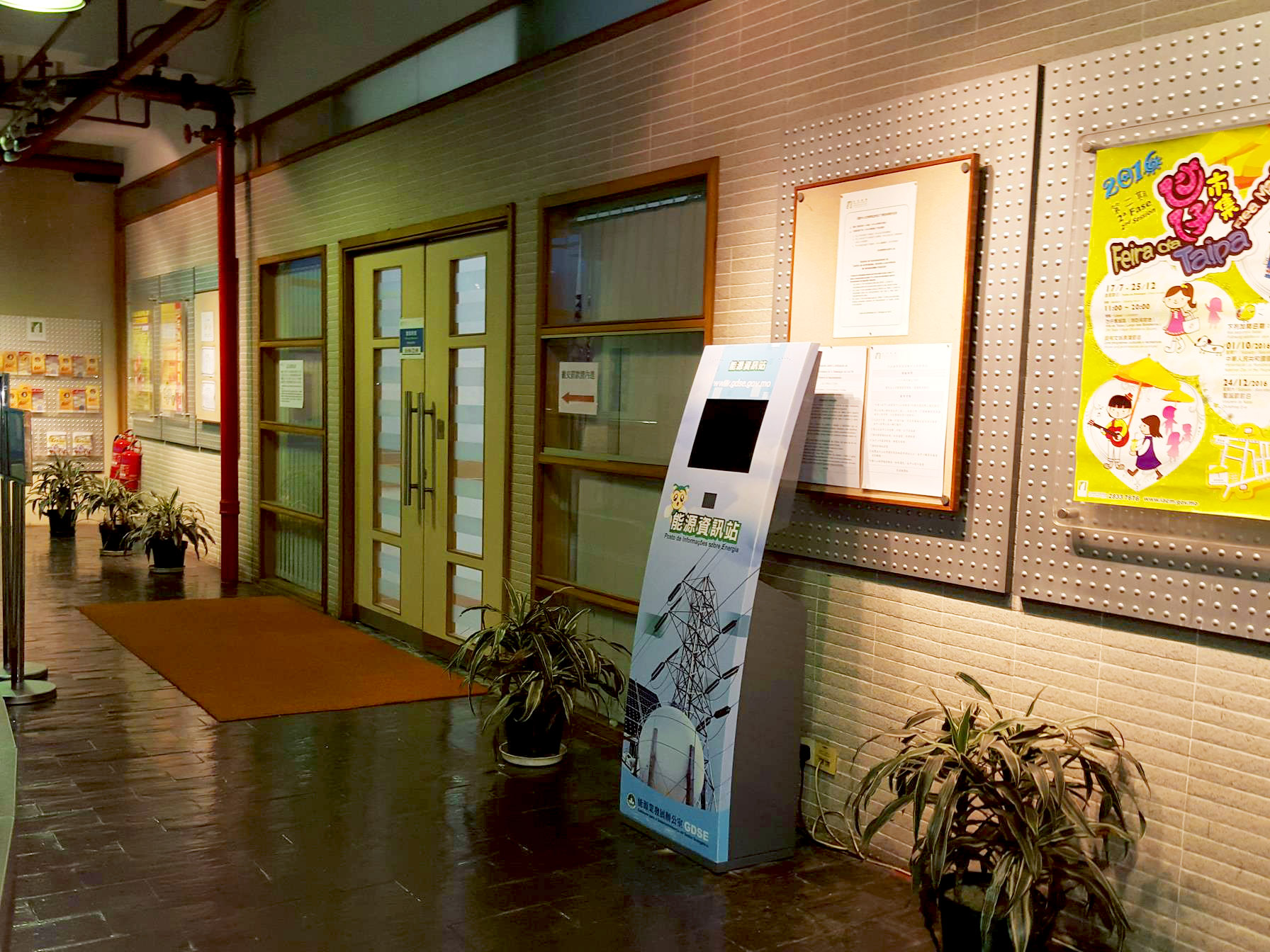
位於4樓的營地街市活動中心

街市落成後因重建時間頗長之關係，原先攤檔迫遷至別處經營，附近居民已形成在其他街市購物之習慣（如街市面向三街會館之入口原先是街市最主要入口，現變為載貨電梯出入口，加上原先在這入口附近經營之熟食攤檔均已遷上熟食中心，該入口附近已變得人流疏落），故雖然街市被規範化而且地方相對有條理且整潔，但攤檔生意卻每況愈下；雖然民政總署曾在街市進行小型工程及安裝指示牌、不銹鋼鏡以試圖吸引顧客到位置較隱蔽的攤位，以及2005年把垃圾房遷走等計劃，但皆無法增加人流，不少設計問題（如扶手梯位置不利人流走向）與配套設施問題仍未有效解決之下以結業告終（地庫的魚檔由最初的七十多檔運作至2006年只有不到三十個），相似問題亦發生在台山街市重建問題上，突顯官民互不信任與設計未顧及發展與附近居民習慣模式。
2005年4月2日、11日與23日，街市外圍的多名成衣攤販開檔時發現檔口鐵鎖被撬開爆竊，共損失數千圓，大部分攤檔稱只損失一些「銀頭」，但這是首次一連多個攤檔被爆竊，攤販疑是非本地人所為，但警方至今未能破案。
2006年6月30日，民政總署管委會主席劉仕堯表示，正硏究改建營地街市地庫為停車場，但計劃一直在硏究階段，沒有進一步行動。
2016年，市政署對街市地面層攤位進行重整工程。

## 附近之著名古跡與街道
- 議事亭前地
- 玫瑰堂
- 三街會館
- 新馬路
- 營地大街

## 開放時間
- 街市部分開放時間：07:00-20:00
- 活動中心開放時間：10:00-22:00(週末及公眾假期照常開放，農曆新年假期除外)

## 交通

### 公共巴士
M134 新馬路／華僑（Almeida Ribeiro / OCBC）
路線：3、3X、4、6A、8A、18A、19、26A、33、101X、N1A
M141 營地大街（Rua dos Mercadores）
路線：18